# Peter Mark Richman
Peter Mark Richman (nombre artístico de Marvin Jack Richman; Filadelfia, Pensilvania, 16 de abril de 1927-Los Ángeles, California, 14 de enero de 2021) fue un actor estadounidense de películas y televisión. Durante muchos años, apareció en los créditos como Mark Richman. Trabajó en más de 30 películas y en más de 130 series de televisión desde la década de 1950 hasta su retiro en 2011.

## Primeros años
Nació en el seno de una familia judía; sus padres fueron Benjamin Richman, contratista de pintura y de colgadores de papel, y Yetta Dora Peck. Se casó con la actriz Helen (Landess) Richman en 1953 y tuvieron cinco hijos, entre ellos el compositor y director de orquesta ganador del Grammy Lucas Richman.[cita requerida]
Antes de su carrera como actor, comenzó su carrera como farmacéutico. «Mi padre murió cuando yo tenía 16 años y mi hermano era una especie de padre sustituto», recuerda Richman. «Él era farmacéutico y yo trabajaba en su tienda cuando era adolescente. Pensó que debería obtener una educación real, así que terminé yendo a la escuela de farmacia de mala gana. Esperaba reprobar después de seis semanas, pero aguanté, me gradué y me convertí en farmacéutico con licencia en dos estados».

### Películas
Richman, que hizo su debut cinematográfico en la película Friendly Persuasion (1956), de William Wyler, era, en ese momento, un actor de televisión empleado regularmente, además de miembro del Actors Studio de Nueva York, recurso del que se valió con frecuencia hasta que se mudó a Los Ángeles, en 1961. Interpretó a Nicholas "Nick" Cain en las películas The Murder Men (1961) y The Crimebusters. Repitió su papel de Nicholas Cain en la serie de televisión Cain's Hundred. Los otros papeles televisivos de Richman fueron en la telenovela Santa Barbara, como Channing Creighton 'CC' Capwell (1984); Longstreet, como Duke Paige; en la serie Dinastía, como Andrew Laird (1981-1984), y un papel recurrente en Three's Company (1978) –1979), como el padre de Chrissy, Rev. Luther Snow. Apareció como estrella invitada en Beverly Hills, 90210. Sus otras películas fueron Friday the 13th Part VIII: Jason Takes Manhattan (1989) y Vic (2005).[cita requerida]
Sus últimos créditos cinematográficos fueron Mysteria y After the Wizard, ambos de 2011. Richman formó parte del consejo de administración del Motion Picture and Television Fund.[cita requerida]

### Televisión
Sus créditos televisivos incluyeron Hawaii Five O, Justice, The Fall Guy, The DuPont Show with June Allyson, Stoney Burke, Breaking Point, The Fugitive, The Outer Limits, Blue Light, The Invaders, Alfred Hitchcock Presents, The Man From UNCLE, The Wild Wild West, Bonanza, Daniel Boone, The Silent Force, Get Christie Love!, La mujer biónica, Knight Rider, Three's Company y Matlock. A menudo se le vio en Misión: ¡Imposible y Combate!, así como otros programas de esa época. Apareció como Ralph Offenhouse en el episodio de la primera temporada de Star Trek: The Next Generation ' " The Neutral Zone ". Richman protagonizó el penúltimo episodio filmado de The Twilight Zone, titulado " The Fear ". Prestó su voz a The Phantom en la serie animada Defenders of the Earth.

## Fallecimiento
Richman falleció de causas naturales en Woodland Hills, California, el 14 de enero del 2021, a la edad de noventa y tres años.